# AZONE
株式會社AZONE INTERNATIONAL是一間位於日本神奈川縣藤澤市的公司，主要以雜貨與玩具進口、製造、販售以及人偶的製作與販售為主。

## 概要
在玩偶部門成立之前從事服飾的進口以及販售，人偶的服裝的質量和種類繁多。
人偶的臉部設計以原畫師的設計為中心，而在初期以27公分尺寸人偶為主，變化性非常多。60公分尺寸人偶〈主要使用OBITSU素體〉也在同時期販售，以設計的SAHRA、Lycee、Maya為主。
而在這之前AZONE所製作的27公分尺寸人偶使用TAKARA TOMY所生產的Super Action素體，不過AZONE原創的Pureneemo素體開發之後，大量動畫相關作品人物的人偶大量採用Pureneemo素體。後來AZONE製作原創人偶EX☆CUTE系列也是採用Pureneemo素體。
AZONE同時擔任PetWORKs人偶部門裝備服飾等商品委託販售等。

## 原創人偶
- SAHRA
- 由希
- Lycee
- Maya
- Minako
- BELINDA
- Caty
- REIMY
- REINA
- AI
- SUZUNA
- ANEMONE
- 小鳥
- ERENA
- MANA
- NAHO

## EX☆CUTE系列
- 心音
- 藍華
- 小花
- 里杏
- 美海
- 姬乃
- Raili
- 小櫻
- 藍斗
- 妮娜
- Sera
- 美亚
- 优太

## PIPI→Nicely 系列
- Ripo
- Repo
- Nimo

## 外部連結
- （日語）AZONE INTERNATIONAL（页面存档备份，存于）